# Pronomeuta sarcopis
Pronomeuta sarcopis is een vlinder uit de familie van de stippelmotten (Yponomeutidae). De wetenschappelijke naam van de soort werd in 1905 gepubliceerd door Edward Meyrick.